# Acanthocephala terminalis
Acanthocephala terminalis es un insecto hemiptero de la familia Coreidae. Los miembros de esta familia son conocidos popularmente como chinches patas laminadas o chinches pata de hoja. Son considerados una plaga en algunos países por la lesiones que causa en los cultivos.
Tienen antenas divididas en cuatro segmentos el último de los cuales es de color naranja; el nombre específico, terminalis, se refiere a esta característica. Sus ninfas pasan por cinco estadios, tienen una generación por año.

## Galería

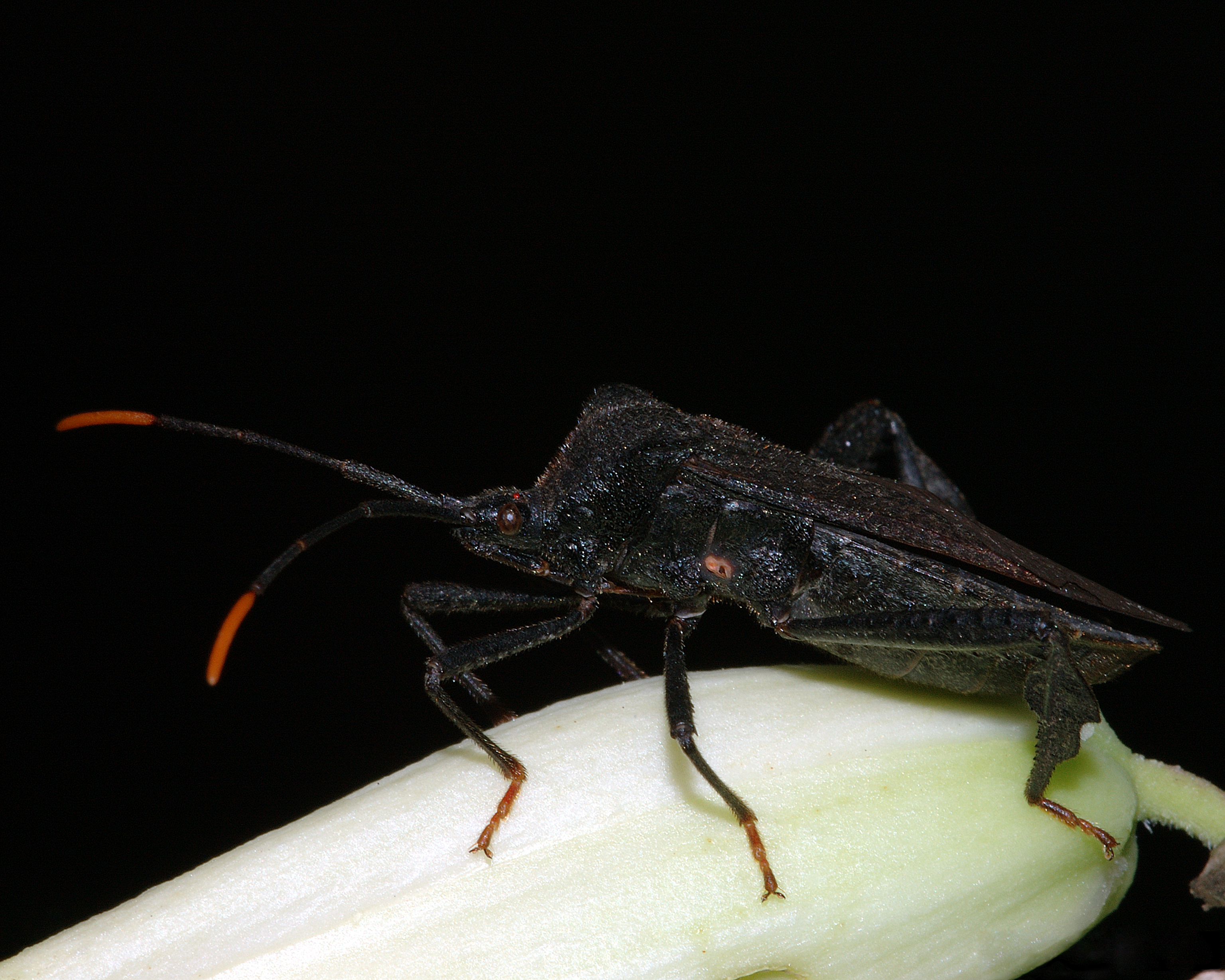
Adulto
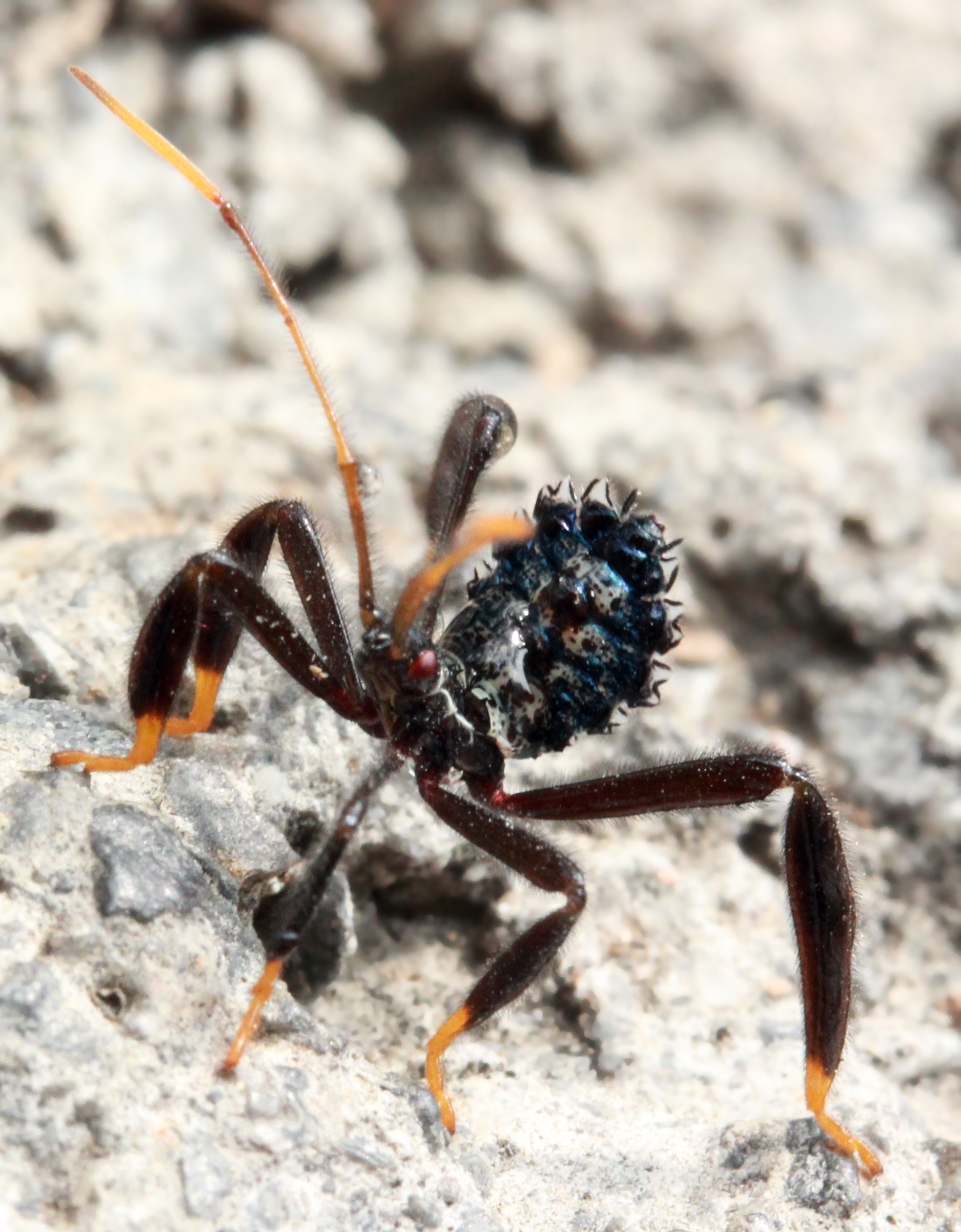
Ninfa